# Lügde

Lügde est une ville de Rhénanie-du-Nord-Westphalie (Allemagne), située dans le Landschaftsverband de Westphalie-Lippe et l'arrondissement de Lippe. Elle dépend du district de Detmold.

## Monuments
- Église Saint-Kilian, d'époque romane. Elle contient des fresques remarquables.

## Jumelage
- Angermünde (Allemagne) depuis 1990

## Quartiers
| Quartier     | Habitants (2007) | Quartiers de Lügde |
| ------------ | ---------------- | ------------------ |
| Elbrinxen    | 1284             | Quartiers de Lügde |
| Falkenhagen  | 380              | Quartiers de Lügde |
| Harzberg     | 87               | Quartiers de Lügde |
| Hummersen    | 428              | Quartiers de Lügde |
| Köterberg    | 84               | Quartiers de Lügde |
| Lügde        | 5976             | Quartiers de Lügde |
| Niese        | 464              | Quartiers de Lügde |
| Rischenau    | 1190             | Quartiers de Lügde |
| Sabbenhausen | 957              | Quartiers de Lügde |
| Wörderfeld   | 370              | Quartiers de Lügde |

## Illustrations

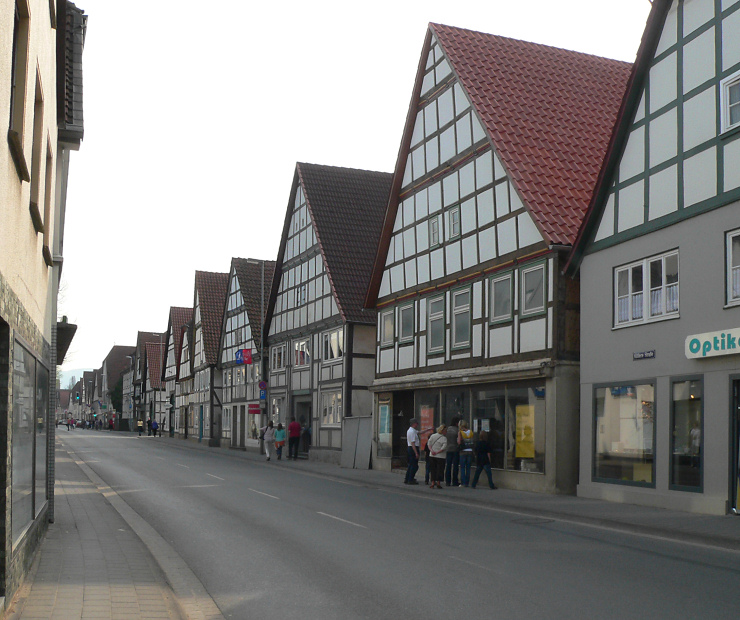
Grand-rue de Lügde
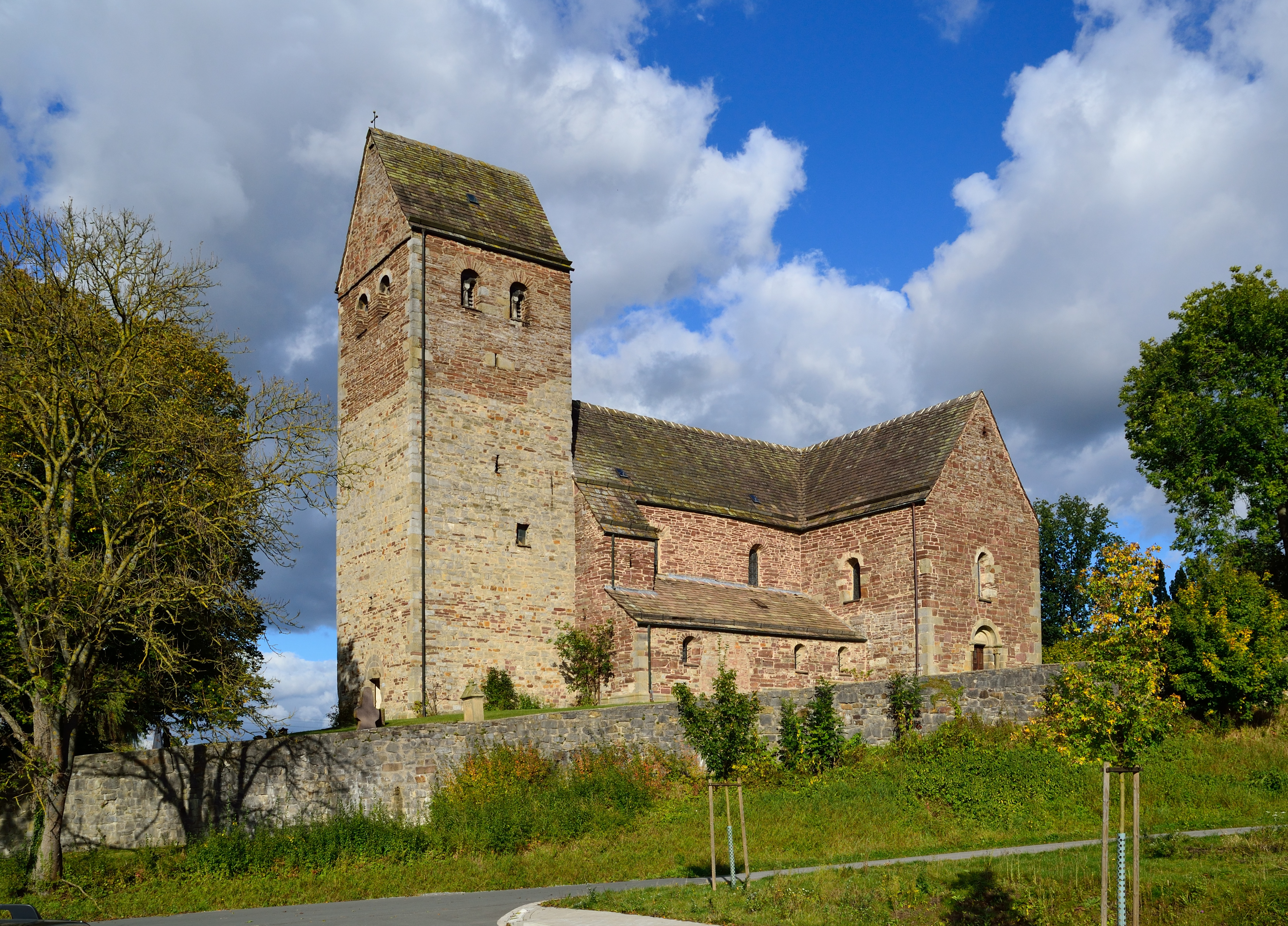
Église Saint-Kilian de Lügde
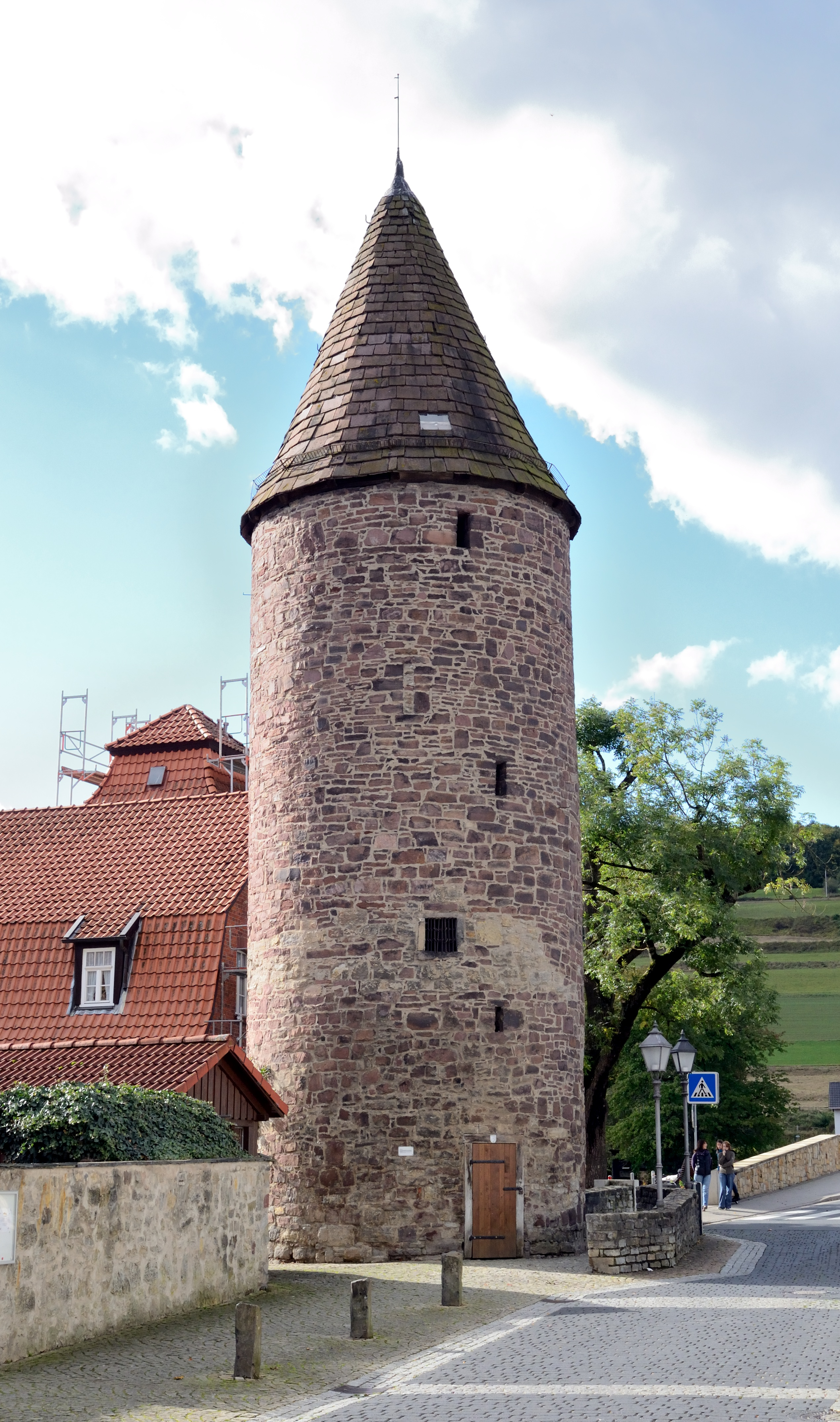
Vue de la tour du Pont de Lügde
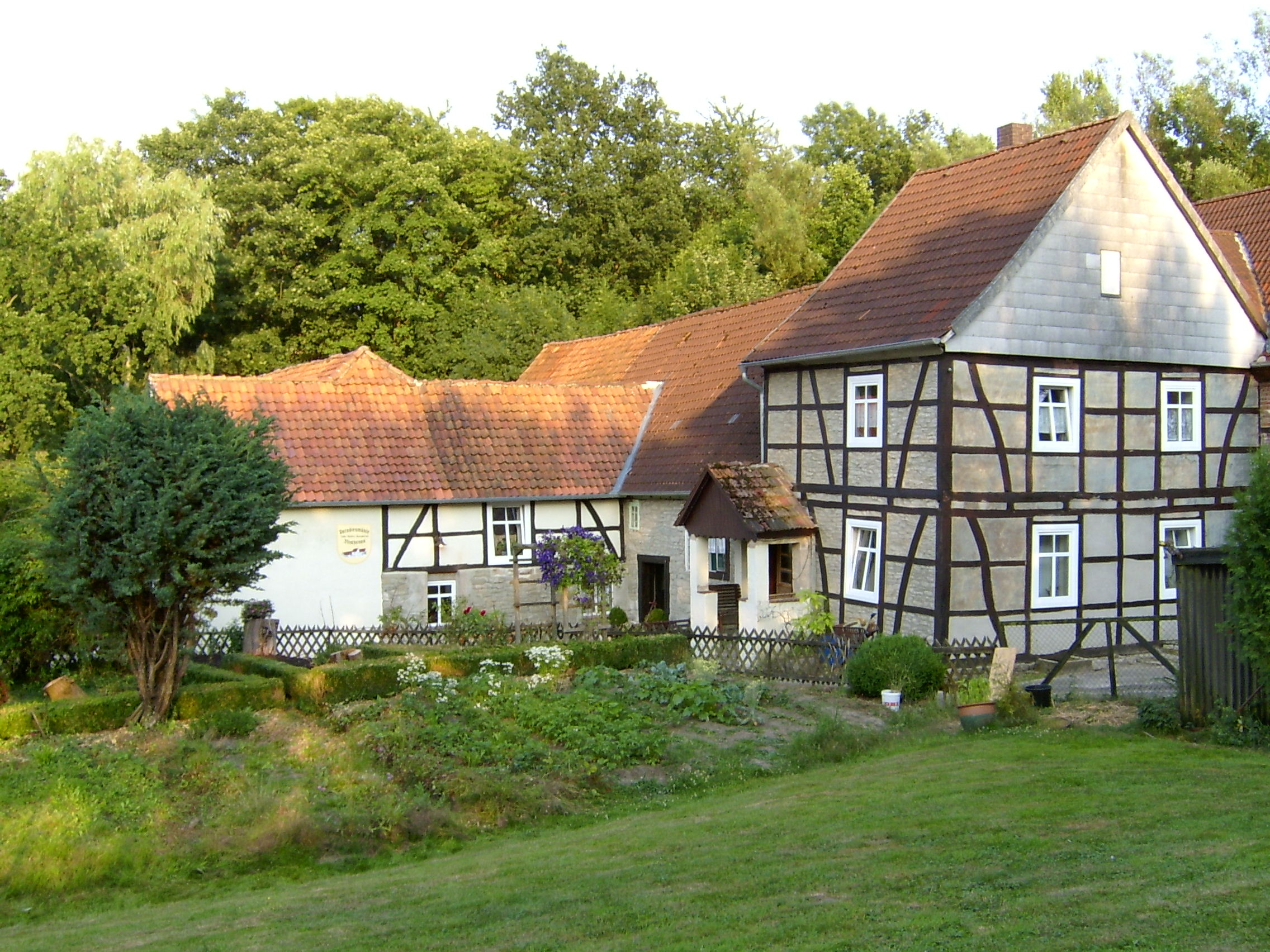
Le moulin du Paradis à Rischenau

## Personnalités liées à la ville
- Frédéric-Charles-Auguste de Lippe-Biesterfeld (1706-1781), comte de Lippe, né à Biesterfeld.
- Georg von Schleinitz (1834-1910), explorateur mort à Lügde.